# STS-104
La STS-104 fue una misión llevada a cabo con el Transbordador espacial Atlantis.

## Tripulación
- Steven W. Lindsey (3), Comandante
- Charles O. Hobaugh (1), Piloto
- Michael L. Gernhardt (4), Especialista de misión
- James F. Reilly (2), Especialista de misión
- Janet L. Kavandi (3), Especialista de misión

( ) El número ente paréntesis indica el número de vuelos espaciales completados anteriores a la misión STS-104.